# Снайпер (фильм, 1991)
«Сна́йпер» — советская криминальная драма 1991 года по мотивам одноимённого романа Джеймса Хедли Чейза. Премьера состоялась в октябре 1992 года. Фильм снимался на бывшей даче Брежнева в Нижней Ореанде.

## Сюжет
Позади у американца Джея Бенсона вьетнамская война, на которой он был отличным снайпером. Вернувшись домой и женившись на очаровательной Люси, герой открывает школу стрельбы. Для полного счастья ему не хватает только денег. Первое предложение богатого клиента сулит хороший заработок — и Джей принимает его…

## В ролях
- Армен Джигарханян — Августо Саланте
- Николай Ерёменко (младший) — Джей Бенсон
- Арнис Лицитис — Раймондо
- Екатерина Стриженова — Люси
- Александр Стриженов — Тимотео
- Матлюба Алимова —  секретарша Саланте (в титрах — Матлюба Ахметова)
- Елена Аржаник — Нэнси
- Тыну Карк — детектив Том Лепски
- Александр Дунаев
- Николай Павлов
- В эпизодах: О. Алимов, Г. Аржаник, И. Гнатенко, С. Литвин, Э. Рудзатс, П. Струнов, Н. Суммовская, Б. Тчете, Б. Халеев, В. Чикалин

## Съёмочная группа
- Автор сценария: Дина Борисенко
- Режиссёр-постановщик: Андрей Бенкендорф
- Оператор-постановщик: Владимир Кукоренчук
- Художник-постановщик Валерий Новаков (в титрах — Виталий)
- Композитор: Игорь Поклад
- Звукооператор: Наталия Домбругова
- Режиссёр: Надежда Лагутенко
- Операторы: Майя Степанова, А. Чубов
- Художники:
  - по костюмам — Светлана Побережная
  - по гриму — Людмила Семашко
- Монтажёр: Елизавета Рыбак
- Художник-фотограф: Станислав Семашко
- Ассистенты:
  - режиссёра — П. Диденко, Е. Князева, Т. Козлова
  - монтажёра — Н. Антоненко
  - художника по костюмам — М. Маслова
- Комбинированные съёмки:
  - оператор — Ю. Лемешев
  - художник — П. Корягин
- Постановка трюков: Сергей Головкин
- Каскадёры: Н. Павлов, В. Иванов, Е. Антонова, М. Бондаренко, С. Головкин
- Пиротехник: С. Ермоленко
- Мастер по свету: Г. Сидоренко
- Цветоустановщик: Н. Чудновец
- Редактор: Инесса Размашкина
- Директор съёмочной группы: Михаил Костюковский

## Критика
Чтобы превратить залихватский роман Джеймса Хедли Чейза в подобное незрелище, к тому же имея в распоряжении таких асов криминального жанра как Джигарханян и Еременко-младший, нужно, казалось бы, приложить немало усердия, однако постановщик справился с этим без видимого труда и с тем же успехом, с которым он до этого уделал забавную школьную повестушку Юрия Полякова. Игру Джигарханяна с избытком нейтрализовал аутичный молодой человек, пытавшийся (вернее, и не пытавшийся) изобразить его сына, а исполнение Еременко исполнительница (вернее опустошительница) роли его жены. Впрочем, скучно разбираться, чья это заслуга — то ли юных статистов, не способных дважды войти в одну и ту же роль в кадрах, снимаемых (шутка ли!) в разное время, то ли режиссера, которого осенило, что персонажам столь остросюжетного автора, как Чейз, уже не нужна никакая психология— кинокритик Виктор Матизен, журнал «Столица», 1992 год